# 宾县 (唐朝)
宾县，中国古县名。
唐朝贞观（627年—649年）中置，治所在营州南五柳戍（今辽宁省朝阳市南）。万岁通天元年（696年），寄治幽州城（今北京市）中。五代后晋时废。